# Oxyothespis nilotica
Oxyothespis nilotica är en bönsyrseart som beskrevs av Giglio-tos 1916. Oxyothespis nilotica ingår i släktet Oxyothespis och familjen Mantidae.

## Underarter
Arten delas in i följande underarter:
- O. n. arabica
- O. n. nilotica